# Rózsa György (művészettörténész)
Rózsa György (Budapest, 1925. március 4. – Budapest, 2008. július 2.) magyar művészettörténész. A művészettörténeti tudományok kandidátusa (1971), a művészettörténeti tudományok doktora (1985).

## Életpályája
1943-ban érettségizett a budapesti Szent Imre Gimnáziumban. 1948-ban diplomázott a Pázmány Péter Tudományegyetem latin–görög szakán, ahol középiskolai tanári oklevelet kapott és művészettörténetből tanári alapvizsgát tett. 1949-ben az egyetemi reformmal kapcsolatos rendelkezések miatt doktori vizsgát már nem tehetett, helyette 1950-ben összevont muzeológusi alap- és szakvizsgát tett. 1949–1951 között a Magyar Nemzeti Múzeum gyakornoka volt.
1952–1963 között a Magyar Nemzeti Múzeum Történelmi Képcsarnok Fényképgyűjteménye segédmuzeológusa és muzeológusa volt. 1958-ban az Eötvös Loránd Tudományegyetem Bölcsészettudományi Karán művészettörténetből doktorált. 1959–1960 között az Eötvös Loránd Tudományegyetem Bölcsészettudományi Kar Művészettörténeti Tanszéke előadó tanára volt. 
1961-től a Magyar Tudományos Akadémia Művészettörténeti Bizottsága tagja volt. 1962-től az Acta Historiae Artium technikai szerkesztője, 1986–1992 között főszerkesztője, 1986–2008 között a szerkesztőbizottság tagja volt. 1963–1995 között a Magyar Nemzeti Múzeum Történelmi Képcsarnokának vezetője volt.
1972–2000 között a Magyar Nemzeti Múzeum Évkönyve szerkesztőbizottságának tagja volt.
1980-tól a Magyar Tudományos Akadémia-Tudományos Minősítő Bizottság (MTA-TMB) Művészettörténeti-Régészeti-Építészeti Szakbizottsága tagja volt.
2006-tól a Magyar Régészeti és Művészettörténeti Társulat tiszteletbeli tagja volt.

## Családja
Szülei Rózsa Richárd/Rikárd (1897–1980) és Nyikos Sarolta (1902–1977) voltak. Felesége, Kaposy Veronika (1923–1993) művészettörténész volt. Két gyermekük született: Rózsa Mária (1960–) irodalomtörténész, sajtótörténész, az MTA doktora és Rózsa György (1962–) középiskolai tanár, művészettörténész, műfordító.
Temetése a Farkasréti temetőben történt.

## Művei

### Önálló művei
- Régi várképek. A Magyar Nemzeti Múzeum történeti emlékei (A Magyar Nemzeti Múzeum kiadványa; Budapest, 1955)
- A Birckenstein-féle metszeteskönyv. Justus van der Nypoort magyar vonatkozású művei (Magyar Könyvszemle, 1957. 1. és külön: Az Országos Széchényi Könyvtár kiadványai. 36. Budapest, Akadémiai Kiadó, 1957)
- A magyar arcképmetszés legkiemelkedőbb mesterei a felvilágosodás idején és a reformkorban (Egyetemi doktori értekezés; Budapest, 1958)
- Régi magyar csataképek. A Magyar Nemzeti Múzeum történeti emlékei (A Magyar Nemzeti Múzeum kiadványa; Budapest, 1959)
- Budapest régi látképei. 1493–1800. 96 táblával. (Monumenta historica Budapestinensia 2. Budapest, Akadémiai Kiadó, 1963; 2. átdolgozott kiadás; Új Művészet Kiadó, 1999)
- Magyar történetábrázolás a 17. században (monográfia és kandidátusi értekezés. 62 táblával, 226 fényképpel; Budapest, Akadémiai Kiadó, 1973)
- Negyvennyolc a kortársak szemével. Képek, nyomtatványok és iratok (Spira Györggyel; A Képzőművészeti Alap Kiadóvállalata kiadványa. Budapest, 1973)
- A Történelmi Képcsarnok legszebb festményei. 26 táblával. (Művészeti album) (A Magyar Nemzeti Múzeum kincsei. Budapest, Corvina Kiadó, 1977; angolul: Selected Paintings of the Historical Gallery, 1977; franciául: Les plus beaux tableaux de la Galerie Historique, 1977; németül: Dies schönsten Gemälde der Historischen Bildergalerie, 1977 és oroszul is)
- Goethe: A műalkotások igazságáról és valószerűségéről. Válogatott képzőművészeti írások. 16 táblával. Fordította: Rajnai László és Rónay György. (Válogatta, szerkesztette, az utószót írta: Rózsa György. Az előszót írta: Walkó György. (Művészet és elmélet; Budapest, Corvina Kiadó, 1980)
- A Magyar Tudományos Akadémia palotája (Budapest, Akadémiai, 1982)
- Csataképek a felszabadító háborúk korából (Doktori értekezés; Budapest, 1984)
- Schlachtenbilder aus der Zeit der Befreiungsfeldzüge (Monográfia; A doktori értekezés német nyelvű átdolgozott kiadása; Budapest, Akadémiai Kiadó, 1987)
- Városok, várak, kastélyok. Régi magyarországi látképek. – Towns, Castles, Mansions. Old Hungarian Views. – Städte, Burgen, Schlösser. (Budapest, HG & Társa Kiadó Kft., 1995 és utánnyomás: 2004)
- Budapest legszebb látképei. – The Finest Views of Budapest. – Die schönsten Veduten von Budapest. (Budapest, HG & Társa Kiadó Kft., 1997 és utánnyomás: 2004)
- Grafikatörténeti tanulmányok. Fejezetek a magyar vonatkozású grafikai ábrázolások múltjából. 80 táblával. (Művészettörténeti füzetek 25. Budapest, Akadémiai Kiadó, 1998)
- Öt évszázad pápai látképei. 36 táblával. – Ansichten von Pápa aus fünf Jahrhunderten. Fekete–fehér és színes reprodukciókkal, kihajtható mellékletekkel. (A Jókai Mór Városi Könyvtár kiadványa. Pápa, 2000)
- Birckenstein, Anton Ernest Burckhard von: Das Geometriebuch des Kronprinzen. Vorgelegt und mit einer Studie von György Rózsa. – A trónörökös mértankönyve. Közreadta és a bevezető tanulmányt írta: Rózsa György. Hasonmás kiadás: Magyar és német nyelvű kísérőfüzettel. (Az Országos Széchényi Könyvtár és a Balassi Kiadó közös kiadványa Budapest, 2001)
- Wideman, Elias: Icones Illustrium Heroum Hungariae. – Hírneves magyarok arcképcsarnoka. Wien, 1652. Hasonmás kiadás. Szerkesztette: W. Salgó Ágnes. A kísérőtanulmányt írta: Rózsa György (Az Országos Széchényi Könyvtár és a Helikon Kiadó közös kiadványa; Budapest, 2004)
- Pápa ábrázolások a Jókai Mór Városi Könyvtárban. Metszetleírások, értékelések. Az előszót írta: Hermann István. (A Jókai Mór Városi Könyvtár kiadványa. Pápa, 2006)

### Tudományos dolgozatai, adatközlései
- Az igazi Petőfi-arc. Előkerült a dagerrotípia (Szabad Művészet, 1949. 5.)
- Petőfi képmásai. (A centenáriumi pályázatra, a Magyar Történelmi Társulat díját elnyert pályamunka.) (Irodalomtörténet, 1951. 2.)
- Adatok Borsos József arcképfestészetéhez (A Magyar Művészettörténeti Munkaközösség évkönyve, 1951. Budapest, 1952)
- Czetter Sámuel. Egy magyar rézmetsző a 18–19. század fordulóján (A Magyar Művészettörténeti Munkaközösség évkönyve, 1952. Budapest, 1953)
- Adat a magyar vonatkozású grafika történetéhez (Művészettörténeti Értesítő, 1953)
- Történelmi dokumentum. Ismeretlen kép Rulikowski Kázmér kivégzéséről (Új Világ, 1953. 36.)
- Karl Henrik ismeretlen levelei (Numizmatikai Közlöny, 1953–1954)
- Megjegyzések a magyar történeti ikonográfia néhány kérdéséhez (Folia Archaeologica, 1954)
- Buda és Pest ábrázolásai (Seenger Ervinnel és Vayer Lajossal; Budapest műemlékei. I. kötet; Budapest, 1955)
- Friedrich John és a magyar felvilágosodás írói (Művészettörténeti Értesítő, 1955; németül: Acta Historiae Artium, 1956)
- Rákóczi fogadtatása a szultánnál (Folia Archaeologica, 1956)
- Johann Niedermann magyar vonatkozású arcképei (Folia Archaeologica, 1957)
- Kazinczy Ferenc a művészetben (Művészettörténeti Értesítő, 1957)
- Friedrich John und die Schriftsteller der Aufklärung in Ungarn (Acta Historiae Artium, 1957. 4.)
- Visegrád és Vác ábrázolásai (Pest megye műemlékei; Budapest, 1958)
- Ehrenreich Ádám forrásai. – A magyar történeti festészet témáinak barokk feldolgozásai (Művészettörténeti Értesítő, 1959)
- Egy lőcsei rézmetsző a XVII. században (Folia Archaeologica, 1960)
- Oláh Miklós legrégibb arcképe. Járt-e Hans Sebald Lautensack Magyarországon? (Magyar Könyvszemle, 1960. 4.)
- Batsányi János egykorú képmásai. (Batsányi János összes művei. II. kötet; Budapest, 1960 és Batsányi János irodalmi munkássága és egykorú képmásai; Veszprém, 1963)
- Művészettörténeti jegyzetek a Kazinczy-levelezés 23. kötetéhez. – Nógrád várának ábrázolása (Művészettörténeti Értesítő, 1961)
- A budai oldal városkép-ábrázolásai (Seenger Ervinnel; Budapest műemlékei. II. kötet; Budapest, 1962)
- Alauda Keresztély lőcsei festő (Folia Archaeologica, 1963)
- Pracher és Szerelmey. Adatok a magyar és osztrák litográfia történetéhez (Művészettörténeti Értesítő, 1963)
- Georg Philipp Rugendas budapesti arcképe (Folia Archaeologica, 1965)
- Romeyn de Hooghe és a magyarországi török háborúk (Művészettörténeti Értesítő, 1965. 1.)
- A Magyar Tudományos Akadémia allegóriája (Magyar Tudomány, 1965)
- Szatmári Pap Mihály képmása (Numizmatikai Közlöny, 1965–1966)
- Egger Vilmos öröksége (Művészettörténeti Értesítő, 1968. 1-2.; németül: Das Erbe Wilhelm Eggers (Zeitschrift für schweizerische Archäologie und Kunstgeschichte, 1967)
- Nádasdy Ferenc és a művészet (Művészettörténeti Értesítő, 1970. 3.)
- A Nádasdy Mausoleum és Nikolaus Avancini (Irodalomtörténeti Közlemények, 1970. 4.)
- Lackner Kristóf, a rézmetsző. 1–2. (Soproni Szemle, 1971. 3.–1971. 4.)
- Vázlat a magyar országgyűlések ikonográfiájához (Folia Historica. A Magyar Nemzeti Múzeum Évkönyve, 1972)
- Janus Pannonius síremléke (Memoria Saeculorum Hungariae 2. Janus Pannonius. Tanulmányok. Szerkesztette: Kardos Tibor és V. Kovács Sándor. Budapest, Akadémiai Kiadó, 1975)
- Magyarország XVII. századi képe a francia népies grafikában (Folia Historica. A Magyar Nemzeti Múzeum Évkönyve, 1976)
- II. Rákóczi Ferenc ikonográfiájához (Irodalomtörténeti Közlemények, 1976. 4.)
- Buda visszafoglalása Itália egykorú művészetében (Folia Historica. A Magyar Nemzeti Múzeum Évkönyve, 1979)
- Szathmári Pap Károly erdélyi látképei (Művészettörténeti Értesítő, 1979. 2.)
- Kazinczy, a műbíráló (Ars Hungarica, 1981. 2.)
- Johann Vincenz Reim és Magyarország (Folia Historica. A Magyar Nemzeti Múzeum Évkönyve, 1983)
- A Történelmi Képcsarnok és a magyar történettudomány (Művészettörténeti Értesítő, 1984. 1-2.)
- Vízkelety Béla litografált magyar királyképsorozata (Magyar Könyvszemle, 1995. 1.)
- Schrefl Anna, az első budai rézmetszőnő (Művészettörténeti Értesítő, 1995. 3-4.)
- Batthyány Lajos ikonográfiája (Batthyány Lajos gróf első magyar miniszterelnök emlékezete. Szerkesztette: Körmöczi Katalin. A Magyar Nemzeti Múzeum kiadványa; Budapest, 1998)
- Daniel Suttinger soproni látképe 1861-ből (Művészettörténeti Értesítő, 1998. 1-2.)
- A kartográfus Lipszky János és rézmetszői: Karacs Ferenc és Prixne Gottfried (Művészettörténeti Értesítő, 2000. 3-4.)
- A budai várpalota lotharingiai falikárpitjainak sorsa (Tanulmányok Budapest múltjából, 2001)
- Egy újra hazakerült ritka budai ostromkép (Művészettörténeti Értesítő, 2002. 3-4.)
- Rumy Károly György csak külföldön nyilvántartott műve (Magyar Könyvszemle, 2004. 1.)
- Adalékok Seenger Ervin Budapest 19. századi vedutáinak befejezetlen katalógusához (Ars Hungarica, 2006. 1.)
- Elias Wideman rézmetszetsorozata és a wesztfáliai béke. Adatok a 17. századi magyar portréfestészet történetéhez. (Művészettörténeti Értesítő, 2006. 2.; németül: Eine Widemans druckgraphisches Porträtsammelwerk und der Westfälische Frieden. Acta Historiae Artium, 2006. 1-4.)
- Buda visszafoglalása – 1686. szept. 2. – a bécsi Szent Család Társulat röplapján (Knapp Évával; Magyar Könyvszemle, 2007. 3.)
- A hadvezér és költő Zrínyi ikonográfiája Amerikában. Adatok a Zrínyi-értékelés történetéhez (Művészettörténeti Értesítő, 2008. 1.).

### Népszerű írásai
- Rembrandt és kortársai. Kiállítás-ismertetés (Szabad Művészet, 1950)
- Magyar szabadságharcos hagyományok tükröződése a képzőművészetben (Szabad Művészet 1951)
- A Szépművészeti Múzeum Magyar rézmetszet és rézkarc kiállítása (Szabad Művészet, 1954)
- Tíz év új szerzeményei a Történeti Múzeumban (Művészettörténeti Értesítő, 1955)
- A Petőfi dagerrotípiáról (Fejős Imrével; Múzeumi Híradó, 1956)
- A Magyar Történeti Képcsarnok rézlemezgyűjteménye (Cennerné Wilhelmb Gizellával; Folia Archaeologica, 1959)
- A Magyar Történelmi Képcsarnok néhány biedermeier képe (Folia Archaeologica, 1961)
- Velazquez: X. Ince pápa képmása (Művészet, 1962. 10.)
- Régi magyar várak (Múzsák. Múzeumi magazin, 1970. 4.)
- Ismeretlen pest-budai látkép Londonban (Budapest, 1974. 4.)
- Ismeretlen festmények a Vár 1686-os ostromáról (Budapest, 1982. 8.)
- Százéves a Történelmi Képcsarnok (Folia Historica. A Magyar Nemzeti Múzeum Évkönyve, 1984)
- Batsányi vagy Kininger? (Kortárs, 1985. 2.)
- Törökellenes harcok a művészetben (Budapest [folyóirat], 1986. 9.)
- Mányokitól Aba-Novákig. Magyar képzőművészek a Szovjetunió múzeumaiban (Művészettörténeti Értesítő, 1989. 1-4.)
- Magyarország és Erdély eredeti képekben. Hunfalvy és Rohbock képes honismertető albuma. (Várak, kastélyok, templomok. Történelmi és örökségturisztikai folyóirat, 2006. 5.).

## Díjai
- Pasteiner Gyula-emlékérem (1958)
- Szocialista Kultúráért (1967)
- Móra Ferenc-emlékérem (1978)
- Ipolyi Arnold-emlékérem (1984)
- Magyar Művészetért Díj (1992)
- Széchényi Ferenc-emlékérem (1994)